# Лукашёво (Запорожский район)
Лукашёво (укр. Лукашеве) — село,
Лукашёвский сельский совет,
Запорожский район,
Запорожская область,
Украина.
Код КОАТУУ — 2322184601. Население по переписи 2020 года составляло 1100 человек.
Является административным центром Лукашёвского сельского совета, в который, кроме того, входят сёла Гурского, Приднепровское и Привольное.

## Географическое положение
Село Лукашёво находится на левом берегу реки Томаковка, выше по течению на расстоянии в 1,5 км расположено село Петропавловка, ниже по течению на расстоянии в 4,5 км расположено село Широкое.
Река в этом месте пересыхает, на ней сделано несколько запруд. Рядом проходит автомобильная дорога Н-08.

## История
- 1595 год — дата основания.

## Экономика
- «Александр-Агро», ООО.
- ЧП "ЭЛТИЗ"[2]

## Объекты социальной сферы
- Школа.
- Детский сад.
- Дом культуры.
- Фельдшерско-акушерский пункт.
- Стоматология

## Достопримечательности
- Свято-Успенский храм[3]